# Операција Бета
Операција Бета представља други део Операције Динара. Она је изведена 20-27. октобра са циљем заузимања Ливна. Будући да су снаге НОВЈ које су браниле Ливно биле вишеструко слабије и развучене на широком фронту, јединице НДХ успеле су 23. октобра да заузму Ливно. Након тога у Ливну је поново успостављен гарнизон Црне Легије. У борбама за одбрану Ливна Прва далматинска бригада имала је губитке од 12 погинулих, 19 рањених и 16 заробљених. Успех осовинских снага није био дуготрајан. Операцијом Друге пролетерске дивизије 4-17. децембра 1942. ликвидиран је усташки гарнизон и Ливно је поново ослобођено.

## Позадина
Слободна територија у Ливањском пољу, које је ослободила НОВЈ 5-7. августа 1942, представљала је значајан проблем за безбедност италијанских позиција у Далмацији, и за НДХ. Стога је штаб италијанске 2. армије (СУПЕРСЛОДА) у октобру 1942. организовао Операцију Динара у циљу поновног заузимања гарнизона од Неретве до Гламоча. У операцији су учествовале италијанске снаге, снаге НДХ и четници Херцеговине и Далмације образовани у Добровољачку антикомунистичку милицију, сви под италијанском командом. Први део операције, под називом Операција Алфа, изведен је почетком октобра у циљу заузимања Прозора.